# Pio Istituto di Santo Spirito e Ospedali Riuniti
Il Pio Istituto di Santo Spirito e Ospedali Riuniti era un Ente che, a partire dal 1896, ha raggruppato e amministrato una vasta serie di ospedali e relativo patrimonio immobiliare nell'area romana. L'Ente morale nel 1970 fu trasformato in azienda ospedaliera per poi essere sciolto definitivamente nel 1976.

## Storia

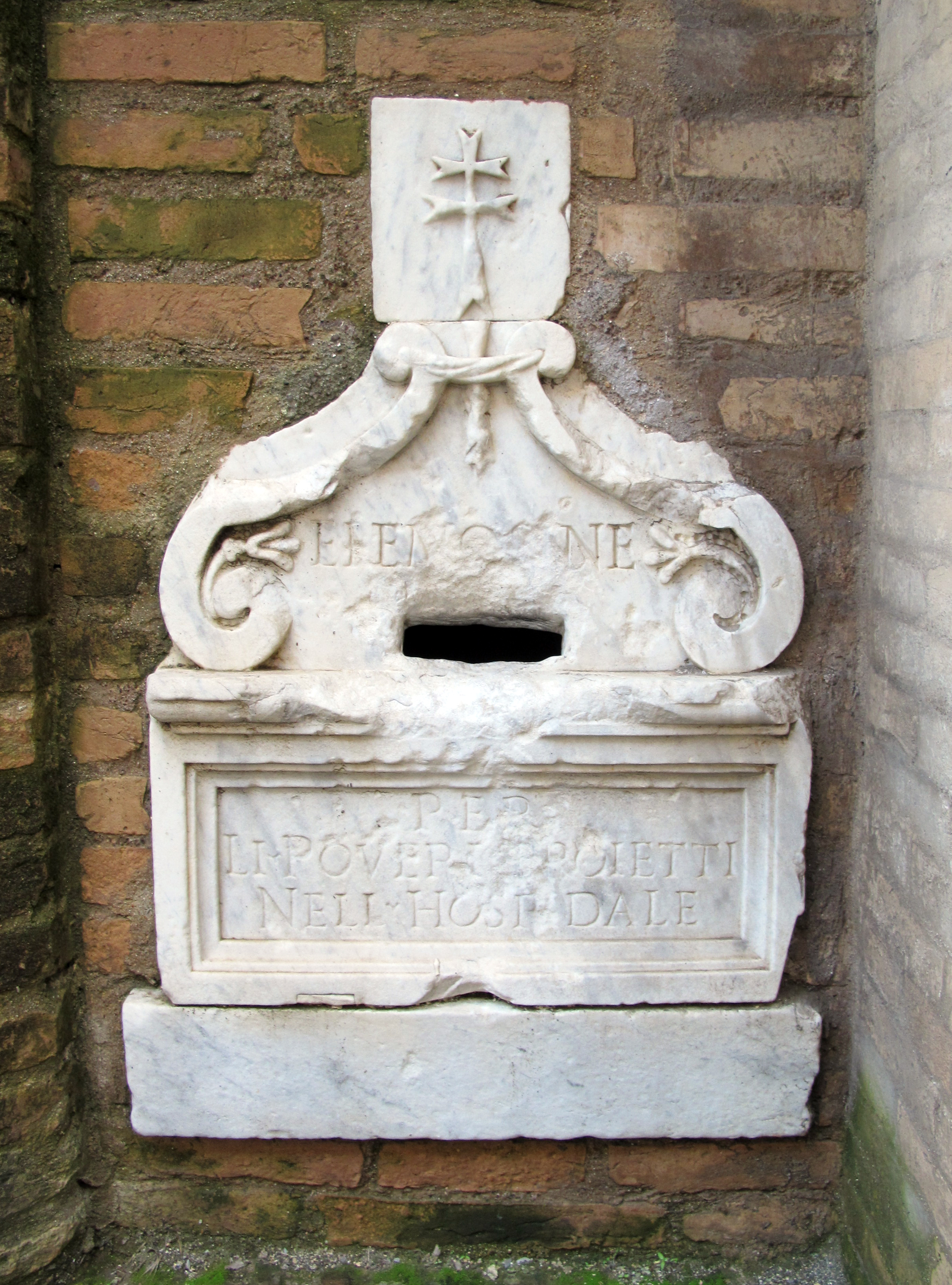
Il Pio Istituto di Santo Spirito creò un grande patrimonio destinato all'assistenza pubblica.

Con Regio Decreto del 24 maggio 1896 n. CXCVI, a seguito dell'Eversione dell'asse ecclesiastico si accentrò sotto un'unica amministrazione tutto l'enorme patrimonio ospedaliero di Roma, accumulato per secoli anche per mezzo di lasciti testamentari e ricche donazioni delle classi abbienti pontificie, sotto l'Ente morale denominato "Pio Istituto di Santo Spirito e Ospedali Riuniti". Il maggiore e più antico di questi, l'Archiospedale di Santo Spirito in Sassia, a fine del secolo XVIII conservava ancora un consistente patrimonio terriero di oltre 15.000 ettari con numerose tenute, le cui principali erano Santa Severa, Palidoro e Castel di Guido. L'Ente divenne subito, così, il complesso ospedaliero più vasto d'Europa: il primo responsabile ne fu il regio commissario straordinario commendator on. Augusto Silvestrelli, che ne redasse anche gli statuti.
Gli ospedali riuniti nel 1896 furono:
- Archiospedale di Santo Spirito in Sassia
- S.S. Salvatore al Laterano
- San Giacomo in Augusta, detto "degli Incurabili"
- Santa Maria della Consolazione
- Santa Maria e San Gallicano
- San Rocco
- San Giovanni Calibita
- Ospizio dei Convalescenti e Pellegrini

Negli anni immediatamente successivi alla creazione dell'Ente, quattro ospedali (Santa Maria della Consolazione, San Rocco, San Giovanni Calibita e l'Ospizio dei convalescenti e pellegrini) cessarono di funzionare.
Con regio decreto 29 luglio 1926, n. 1619, gli Ospedali di Santa Maria e di San Gallicano furono distaccati dal Pio Istituto di Santo Spirito e dati in uso perpetuo ad un nuovo Ente autonomo denominato "Istituto Fisioterapico Ospedaliero".
Nel 1965 l'Ente comprendeva il Santo Spirito in Sassia, San Giovanni in Laterano, San Giacomo in Augusta, San Camillo di Lellis, San Filippo Neri, Sant'Eugenio, Policlinico Umberto I (in parte), per un totale di oltre 6.000 posti letto (di cui 2.000 di pazienti provenienti da altre regioni) e 7.000 addetti. Il patrimonio terriero ammontava a 20.000 ettari, più numerose altre proprietà, come oltre 400 appartamenti in Roma. Dato che il Comune di Roma operava in regime speciale di quasi-esonero della spedalità, il Tesoro dello Stato ha speso circa 12 miliardi di lire nell'anno 1965.
Nel 1970 l'Ente morale divenne azienda ospedaliera e vede la fusione per incorporazione dell'Istituto oncologico Sant'Andrea per la cura dei tumori.
L'azienda venne infine sciolta nel 1976, con lo scioglimento degli Enti ospedalieri (con la legge 833 del 23/12/1978 che istituiva il Servizio sanitario nazionale): pertanto, i numerosi beni furono assegnati ai rispettivi Comuni di appartenenza, con vincolo di destinazione alle USL. La legge regionale della Regione Lazio del 16 giugno 1994 n. 18 (Disposizioni per il riordino del servizio
sanitario regionale ai sensi del D.Lgs. 30 dicembre 1992, n. 502) assegna tali beni alle ASL, dividendo i beni in: a) destinati ai servizi sanitari e b) beni da reddito e beni culturali e artistico monumentali.